# John Bonham
John Henry Bonham (ur. 31 maja 1948 w Redditch, zm. 25 września 1980 w Clewer) – nazywany Bonzo, angielski perkusista rockowy, członek brytyjskiego zespołu Led Zeppelin.
W 2007 roku muzyk został sklasyfikowany na 1. miejscu listy 50 najlepszych perkusistów rockowych według Stylus Magazine. W 2016 roku znalazł się na 1. miejscu w zestawieniu 100 największych perkusistów wszech czasów, które przygotowało i opublikowało amerykańskie czasopismo „Rolling Stone”.

## Życiorys
John Bonham urodził się 31 maja 1948 w Redditch w Worcestershire w Wielkiej Brytanii. Od dziecka wykazywał zainteresowania rytmiczne. Jego pierwsze instrumentarium stanowiły garnki i talerze z domowej kuchni. W wieku 10 lat otrzymał werbel, a pięć lat później ojciec kupił mu pierwszy prawdziwy zestaw perkusyjny.
W wieku 16 lat Bonham porzucił naukę w szkole i dołączył do zespołu Terry Web and the Spiders. Poza tym dorabiał pomagając swojemu ojcu w jego firmie budowlanej. Wkrótce skończył współpracę z formacją The Spiders i wielokrotnie próbował szczęścia z różnymi innymi amatorskimi grupami. W żadnej z nich nie pozostawał jednak długo. Mimo stopniowo uzyskiwanego doświadczenia, nie zarabiał zbyt wiele.
Uwagę zwrócił na siebie dopiero w zespole Band of Joy, z którym grał w latach 1966–1968. Jego wokalistą był nieznany wówczas nikomu Robert Plant. Po rozpadzie formacji na Bonhama posypały się różne propozycje współpracy. Zaczęło się od trasy z Timem Rose’em, w drugiej kolejności nadeszły oferty od Joe Cockera i Chrisa Farlowe’a. Bonham po namowach dołączył jednak do nowego zespołu Jimmy’ego Page’a, który nie dawał mu na starcie dużo pieniędzy, ale był dla perkusisty najbardziej atrakcyjny muzycznie.
Ostatecznie wykrystalizowany skład grupy nazwanej Led Zeppelin wyglądał następująco: Jimmy Page, Robert Plant, John Paul Jones oraz Bonham. 
Karierę zespołu przerwała 25 września 1980 niespodziewana śmierć muzyka. Miał wówczas 32 lata.
Jego syn, Jason, również został perkusistą.

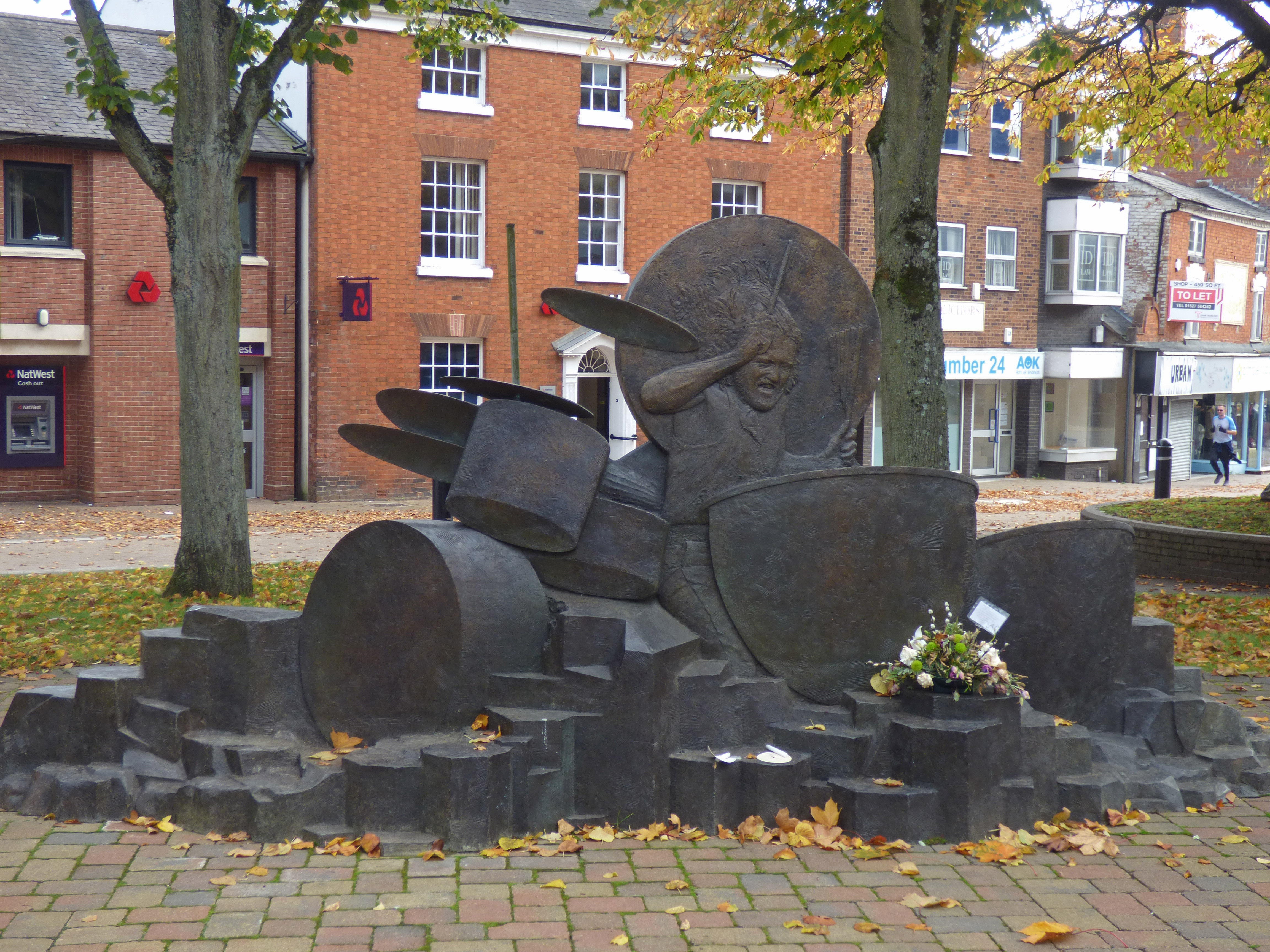
Pomnik Johna Bonhama na Mercian Square w Redditch.

## Perkusja
- zestawy bębnów:
  - Ludwig Silver Sparkle: 1968
  - Ludwig Maple: 1969–1970
  - Ludwig Green Sparkle: 1971–1973
  - Ludwig Amber Vistalite: 1973–1975
  - Ludwig Stainless Steel: na scenie 1977–
  - 2–12″ Ludwig Congas – konga
  - 33″ i 36″ Ludwig Tympanis
- rozmiary bębnów
  - bęben basowy: 26″ × 14″
  - tom: 15″ × 12″ (w zestawie ze stali)
  - tom: 14″ × 10″ (w zestawie Green Sparkle i Amber Vistalite)
  - floor tom: 16″ × 16″
  - floor tom: 18″ × 16″
  - werbel: 14″ × 6,5″
- talerze perkusyjne:
  - Paiste 2002 15″ Sound-edge Hi-hat: hi-hat
  - Paiste 2002 16″ medium crash
  - Paiste 2002 18″ and 20″ medium crashes
  - Paiste 2002 24″ Ride
  - Paiste 2002 18″ Ride
  - Paiste 38″ Symphonic Gong – gong
- pałki perkusyjne:
  - Ludwig 2A

## Filmografia
- 1979: Rockestra (film dokumentalny, reżyseria: Barry Chattington)[4]
- 1995: Message to Love: The Isle of Wight Festival (mat. archiwalne, film dokumentalny, reżyseria: Murray Lerner)[5]